# Лівіна (притока Бебрави)
Лівіна (словац. Livina) — річка в Словаччині, права притока Бебрави, протікає в округах Тренчин і Бановці-над-Бебравою та Партизанське.
Довжина — 24 км.
Витік знаходиться в масиві Повазький Іновець на висоті 870 метрів біля гори Іновец. Впадають Лібіхавський потік; Новогорський потік і Вішньова.
Впадає у Бебраву біля села Лівіна. Протікає селом Худа Легота.